# Urs Nater
Urs Markus Nater (* 1974 in Zürich) ist ein schweizerisch-deutscher Psychologe und Stressforscher.
Er ist Professor für Klinische Psychologie des Erwachsenenalters und Vorstand des Instituts für Klinische und Gesundheitspsychologie der Fakultät für Psychologie an der Universität Wien.

## Wissenschaftliche Beiträge und Meriten
Urs Nater studierte Psychologie, Psychopathologie und Neurophysiologie an der Universität Zürich. Im Jahr 2004 schloss er sein Doktoratsstudium summa cum laude an der Fakultät für Psychologie sowie das International PhD Program in Neuroscience am Zentrum für Neurowissenschaften der Universität Zürich und der ETH Zürich mit einem Zertifikat ab. Anschließend arbeitete Nater unter Charles B. Nemeroff als Research Fellow an der Emory University School of Medicine und an den Centers for Disease Control in Atlanta. Zwischen 2007 und 2010 arbeitete er als Oberassistent unter Ulrike Ehlert am Psychologischen Institut der Universität Zürich. Im Jahr 2010 erhielt Nater den Ruf auf eine ordentliche Professur für Klinische Psychologie an der Universität Lausanne, den er jedoch ablehnte. Von 2011 bis 2017 war Urs Nater Lichtenberg-Professor für Klinische Biopsychologie an der Philipps-Universität Marburg.
Im Jahr 2017 folgte der Ruf an die Universität Wien, an welcher Nater die Professur für Klinische Psychologie des Erwachsenenalters innehat. Seit Oktober 2018 ist er zudem Vorstand des Instituts für Klinische und Gesundheitspsychologie. An diesem ist er Leiter der Arbeitsgruppe für Stress und stressbezogene Störungen sowie des Music and Health Lab. Seit 2020 ist er zudem Leiter der neugegründeten multidisziplinären Forschungsplattform "The Stress of Life – Processes and Mechanisms underlying Everyday Life Stress" (SOLE).
Sein Forschungsschwerpunkt ist zum einen die experimentelle Stressforschung; so versucht Nater Mechanismen stressbedingter Morbidität zu identifizieren, Methoden der Stressmessung – beispielsweise über Biomarker – zu entwickeln sowie den Effekt von Interventionen auf die psychophysiologische Stressantwort zu untersuchen. Zum anderen liegt ein wichtiger Fokus seiner Arbeit auf der Untersuchung von Stress in einem ökologisch validen Kontext, also im Alltag. Hier versucht Nater eine detaillierte Beschreibung des Stressgeschehens im Alltagsleben der Menschen zu gewinnen sowie gezielt Interventionen zeitkontingent mit der Stresserfahrung zu untersuchen. Seine Schriften werden in renommierten Fachzeitschriften publiziert und vielfach rezipiert.
Für seine wissenschaftlichen Erkenntnisse erhielt Nater u. a. 2007 den Irmela-Florin-Forschungspreis der Deutschen Gesellschaft für Verhaltensmedizin, 2012 den Charlotte- und Karl-Bühler-Preis der Deutschen Gesellschaft für Psychologie (DGPs), 2016 den Outstanding New Investigator Award der International Society for Behavioral Medicine (ISBM) und wurde 2018 zum Distinguished International Affiliate der Society for Health Psychology (Div. 38 APA) gewählt.

## Weitere Funktionen

### Editorial Board-Mitgliedschaften
- BMC Research Notes (Associate Editor, 2010–2015)
- BMC Psychology (Associate Editor, seit 2015)
- ISRN Neuroendocrinology (2011–2013)
- Medicine (Academic Editor, 2014–2017)
- Frontiers in Human Neuroscience (seit 2015)
- Frontiers in Affective Disorders and Psychosomatic Research (seit 2015)
- The Open Neuroendocrinology Journal (2008–2012)
- PLOS ONE (Academic Editor, seit 2014)
- Psychoneuroendocrinology (seit 2010)
- Comprehensive Psychoneuroendocrinology  (seit 2019)
- Stress (seit 2014, seit 2019 Associate Editor-in-Chief)
- Musicae Scientiae (seit 2015)

### Mitglied in Fachkommissionen
- 2007–2010: Program Committee Member of the American Psychosomatic Society (APS)
- 2008–2010: Editor des Newsletters der International Society of Behavioral Medicine (ISBM)
- 2009–2012: Mitglied des Vorstands (Secretary) der International Society of Behavioral Medicine (ISBM)
- 2009–2014: Mitglied des Membership Committee der American Psychosomatic Society (APS)
- 2010–2012: Co-Chair des Liaison Committee der American Psychosomatic Society (APS)
- 2010–2016: Mitglied des Council (Vorstand) der American Psychosomatic Society (APS)
- 2012–2016: Mitglied des Vorstands und Chair des Communication Committee der International Society of Behavioral Medicine (ISBM)
- 2013–2016: Secretary-Treasurer der American Psychosomatic Society (APS)
- 2013–2016: Mentor des Hessen-weiten SciMento-Netzwerkes zur Förderung von Frauen in der Wissenschaft
- 2016–2018: President-elect der International Society of Behavioral Medicine (ISBM)
- 2018–2021: President der International Society of Behavioral Medicine (ISBM)
- 2021–2023: Past President der International Society of Behavioral Medicine (ISBM)

## Auszeichnungen
- 2005: Young Investigator Award, International Society for Psychoneuroendocrinology (ISPNE)
- 2005: Young Scientist Award, Swiss Society of Psychology
- 2006: Best Clinical Case Award, Swiss Society for Neuroscience (SSN)
- 2006: Scholar Award, American Psychosomatic Society (APS)
- 2006: Young Investigator Travel Award, International Neuroendocrine Federation (INF)
- 2006: Early Career Award, International Society for Behavioral Medicine (ISBM)
- 2007: Irmela-Florin-Forschungspreis, Deutsche Gesellschaft für Verhaltensmedizin und Verhaltensmodifikation
- 2012: Charlotte- und Karl-Bühler-Preis, Deutsche Gesellschaft für Psychologie (DGPs)
- 2016: Outstanding New Investigator Award, International Society for Behavioral Medicine (ISBM)
- 2018: Distinguished International Affiliate der Society for Health Psychology (Div. 38 APA)

## Ausgewählte Publikationen
- Nater, U. M., & Rohleder, N. (2009). Salivary alpha-amylase as a non-invasive biomarker for the sympathetic nervous system: current state of research. Psychoneuroendocrinology, 34(4), 486–496. doi:10.1016/j.psyneuen.2009.01.014
- Thoma, M. V., La Marca, R., Brönnimann, R., Finkel, L., Ehlert, U., & Nater, U. M. (2013). The effect of music on the human stress response. PLOS ONE, 8(8), e70156. doi:10.1371/journal.pone.0070156
- Heim, C., Nater, U. M., Maloney, E., Boneva, R., Jones, J. F., & Reeves, W. C. (2009). Childhood trauma and risk for chronic fatigue syndrome: association with neuroendocrine dysfunction. Archives of General Psychiatry, 66(1), 72–80. doi:10.1001/archgenpsychiatry.2008.508
- Skoluda, N., Strahler, J., Schlotz, W., Niederberger, L., Marques, S., Fischer, S., Thoma, M. V., Spoerri, C., Ehlert, U., & Nater, U. M. (2015). Intra-individual psychological and physiological responses to acute laboratory stressors of different intensity. Psychoneuroendocrinology, 51, 227–236. doi:10.1016/j.psyneuen.2014.10.002
- Linnemann, A., Ditzen, B., Strahler, J., Doerr, J. M., & Nater, U. M. (2015). Music listening as a means of stress reduction in daily life. Psychoneuroendocrinology, 60, 82–90. doi:10.1016/j.psyneuen.2015.06.008
- Nater, U. M., Maloney, E., Boneva, R. S., Gurbaxani, B. M., Lin, J. M., Jones, J. F., Reeves, W. C., & Heim, C. (2008). Attenuated morning salivary cortisol concentrations in a population-based study of persons with chronic fatigue syndrome and well controls. The Journal of Clinical Endocrinology & Metabolism, 93(3), 703–709. doi:10.1210/jc.2007-1747
- Nater, U. M., Skoluda, N., & Strahler, J. (2013). Biomarkers of stress in behavioural medicine. Current Opinion in Psychiatry, 26(5), 440–445. doi:10.1097/YCO.0b013e328363b4ed